# ميريستيسين
المريستيسين هو مركب كيميائي ينتمي لعائلة من المركبات تسمى فينيل بروبين يتواجد مركب المريستيسين في زيت جوزة الطيب والبقدونس وحتى في الشبث هذا المركب لايذوب في ماء ولكن يذوب في إيثانول والأسيتون.

## الاستخدامات
جوزة الطيب من الثمار ذات التأثير النفسي أي تناولها بكمية أكثر من اللازم لأستخدامها يحدث تأثيرات نفسية تستخدم جوزة الطيب في البهارات بكمية قليلة، عند تناول كمية كبيرة مابين 15-20جرام من المريستيسين يصبح الشخص مهلوساً لذلك كانت جوزة الطيب ممنوعة في المملكة العربية السعودية